# Eduardo Aranda
Eduardo Lorenzo Aranda (Asunción, 28 gennaio 1985) è un ex calciatore paraguaiano, di ruolo centrocampista.